# Spiritual Knowledge and Grace
Spiritual Knowledge and Grace ist ein Jazzalbum von Louis Moholo, Dudu Pukwana, Johnny Dyani und Frank Wright. Die im Juni 1979 live im Jazzclub De Markt, Eindhoven, entstandenen Aufnahmen erschienen 2011 auf Ogun.

## Hintergrund
Als Chris McGregor 1979 am ersten Abend einer Holland-Tournee der Blue Notes nicht dabei sein konnte, stand zufälligerweise der Tenorsaxophonist Frank Wright, der am selben Abend in Eindhoven war, dem verbleibenden Trio aus Louis Moholo-Moholo, Dudu Pukwana und Johnny Dyani zur Verfügung und nahm Moholos Einladung an, sich der Gruppe für den Auftritt anzuschließen.

## Titelliste
- Louis Moholo-Moholo / Dudu Pukwana / Johnny Dyani / Frank Wright: Spiritual Knowledge and Grace (Ogun OGCD 035)[1]

1. Ancient Spirit 32:01
2. Contemporary Fire 36:55

## Rezeption
Nach Ansicht von Sid Smith, der das Album in All About Jazz rezensierte, würde Wright, der bereits mit Albert Ayler, Cecil Taylor und anderen zusammengearbeitet hatte, einer Musik, die bereits von feierlichen, ausdrucksstarken Übungen und überraschend zarten, modalen Betrachtungen durchdrungen sei, seinen eigenen turbulenten Charakter verleihen. Der durchweg dichte, überschwängliche und stürmische, nahezu telepathische, blitzschnelle Austausch zwischen diesen wirklich bemerkenswerten Musikern gleiche einem Wunder.
Alexander Hawkins bemerkte in seiner Besprechung von Spiritual Knowledge and Grace (London Jazz News): „Die Gruppendynamik ist faszinierend: das ‚Drei und Eins‘ der Südafrikaner und ihres amerikanischen Gastes; das ‚Eins gegen Eins‘ zweier kämpferischer Saxophonisten, die jeweils viel zu sagen haben; das „Eins und Eins“ derselben beiden Saxophonisten, deren gemeinsames Ziel es ist, zusammen Musik zu machen; und das „Wir und Sie“ einer Rhythmusgruppe, die an diesem Tag in bestechender Form war und scheinbar unfehlbare Unterstützung bot, während sie gleichzeitig jeden zu überwältigen drohte, der sich ihr in den Weg stellte.“
John Litweiler kommentierte in Point of Departure: Dyani, der wie immer ein hervorragender Begleiter sei, spiele drei kurze Soli und dirigiere die anderen kurz mit Klavierriffs. Zweimal sängen die vier gemeinsam, jeder in seiner eigenen Sprache. Moholo-Moholos Feuer, seine Meisterschaft und die Art, wie er seine Partner herausfordere, machten es zu einem Vergnügen, ihm zuzuhören. Zu Beginn würden die drei alten Partner nicht ganz wissen, was sie von Wright halten sollten. Aber in der Musik fänden sie schnell zusammen, und am Ende klinge es ganz sicher wie brüderliche Liebe.